# Billy Williams
Billy Leo Williams (Whistler, 15 de junho de 1938) é um ex-jogador americano de beisebol profissional, que atuou como campista esquerdo na Major League Baseball (MLB) que jogou dezesseis temporadas pelo Chicago Cubs e duas temporadas pelo Oakland Athletics. Williams foi indicado ao  Hall of Fame em 1987. Em 1999, foi nomeado como finalista ao Major League Baseball All-Century Team.